# Викинг 1
Викинг 1 била је прва од две свемирске летелице (заједно са сондом Викинг 2) послате на Марс у оквиру Викинг програма агенције НАСА. Била је прва сонда која је успешно слетела на Марс и комплетирала своју мисију, и држала је рекорд по дужини мисије на површини Марса од 2.307 дана (од слетања на Марс до краја површинских операција), све док тај рекорд није оборио ровер Опортјунити 19. маја 2010. године.